# كوامي آيو
كوامي آيو (بالإنجليزية: Kwame Ayew)‏، من مواليد 28 ديسمبر 1973 في أكرا في غانا، لاعب كرة قدم غاني.
بدأ مسيرته الكروية مع نادي أفريقيا سبورت الساحل عاجي، وفي عام 1990 انتقل إلى نادي متز الفرنسي، ولعب معهم حتى عام 1992، وفي موسم 1992/1993 انتقل إلى نادي الأهلي القطري، ولعب معهم 22 مباراة وسجل 14 هدف، وفي عام 1993 انتقل إلى نادي ليتشي الإيطالي، ولعب معهم حتى عام 1995، وشارك معهم في 34 مباراة وسجل 7 أهداف، وفي موسم 1995/1996 انتقل إلى نادي إينياو ليريا البرتغالي، ولعب معهم 13 مباراة وسجل هدف واحد، وفي موسم 1996/1997 انتقل إلى نادي فيتوريا سيتوبال البرتغالي، ولعب معهم 23 مباراة وسجل 8 أهداف، وفي عام 1997 انتقل إلى نادي بوافيستا البرتغالي، ولعب معهم حتى عام 1999، وشارك معهم في 56 مباراة وسجل 31 هدف، وفي موسم 1999/2000 انتقل إلى نادي سبورتنغ لشبونة البرتغالي، ولعب معهم 26 مباراة وسجل 7 أهداف، وفي موسم 2000/2001 انتقل إلى نادي ييمباس يوزغاتسبور التركي، ولعب معهم 19 مباراة وسجل 11 هدف، وفي موسم 2001/2002 انتقل إلى نادي كوكايليسبور التركي، ولعب معهم 28 مباراة وسجل 10 أهداف، وفي عام 2003 انتقل إلى نادي شينيانغ غيندي الصيني، ولعب معهم 28 مباراة وسجل 14 هدف، وفي عام 2004 انتقل إلى نادي إنتر شانغهاي الصيني، ولعب معهم حتى عام 2005، وشارك معهم في 20 مباراة وسجل 17 هدف، وفي عام 2006 انتقل إلى نادي إنتر كسيان الصيني، وفي موسم 2006/2007 انتقل إلى نادي فيتوريا سيتوبال البرتغالي.
و قد لعب مع منتخب غانا لكرة القدم.
و هو أخ اللاعب الغاني عبيدي بيليه.

## روابط خارجية
- كوامي آيو على موقع الاتحاد الدولي (مؤرشف)  (الإنجليزية)
- كوامي آيو على موقع اتحاد تركيا (لاعب) (الإنجليزية)
- كوامي آيو على موقع قاعدة بيانات كرة القدم.إي يو (الإنجليزية)
- كوامي آيو على موقع ناشيونال فوتبول تيمز (الإنجليزية)
- كوامي آيو على موقع Soccerway.com (الإنجليزية)
- كوامي آيو على موقع عالم كرة القدم.نت (الإنجليزية)
- كوامي آيو على موقع اللجنة الأولمبية الدولية (الإنجليزية)
- كوامي آيو على موقع أوليمبيديا (الإنجليزية)